# DuMont Rheinland

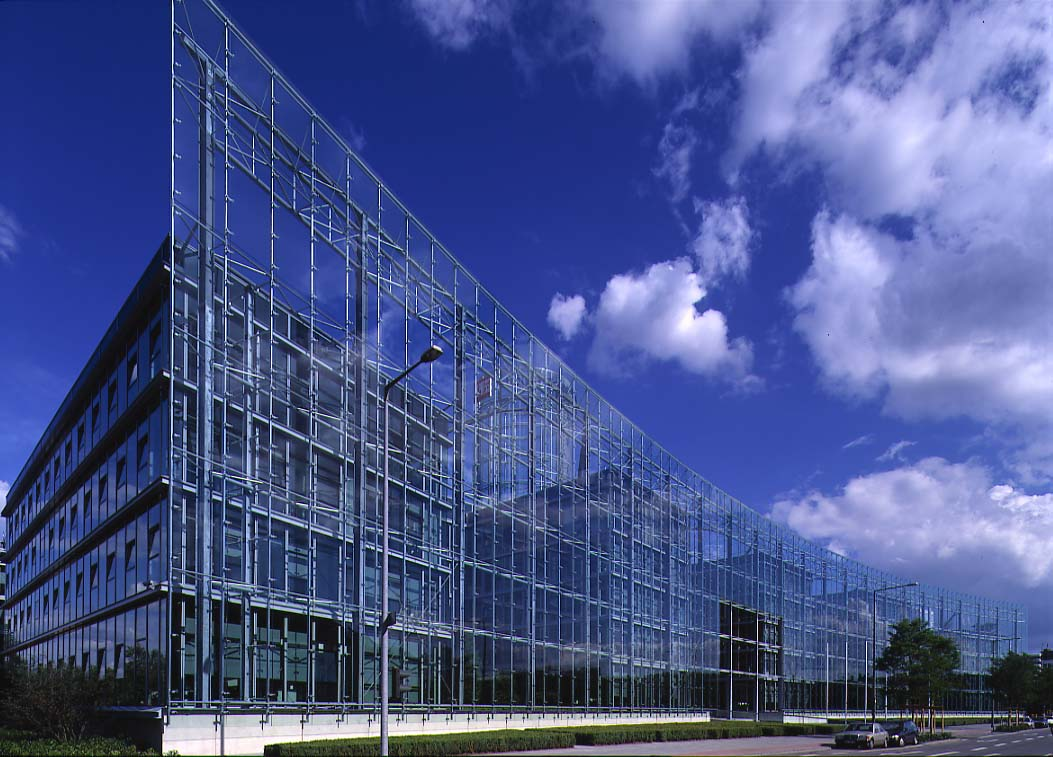
Neven DuMont Haus Koeln

Flaggen vor dem Neven DuMont Haus Koeln

Das Medienhaus DuMont Rheinland mit Sitz in Köln-Niehl ist ein Medienunternehmen im Rheinland. Das Medienhaus DuMont Rheinland gehört als eines von vier regionalen Medienhäusern zur DuMont Mediengruppe.

## Geschichte DuMont Rheinland
Die Geschichte von DuMont fußt in Köln und begann in den Anfängen des 17. Jahrhunderts.
Am 1. Januar 2009 wurde der Unternehmensbereich von DuMont in Köln in eine eigenständige Gesellschaft überführt und agiert unter dem Namen Verlag M. DuMont Schauberg Expedition der Kölnischen Zeitung GmbH & Co. KG.
Anfang des Jahres 2015 wurde aus dem Verlag M. DuMont Schauberg Expedition der Kölnischen Zeitung GmbH & Co. KG das Medienhaus DuMont Rheinland. Es verantwortet die gelisteten Medien sowie die unterschiedlichen Vermarktungseinheiten, die für das Portfolio agieren.
Die DuMont Mediengruppe ist weiterhin für die Gesamtstrategie des Kölner Medienhauses sowie der Häuser in Berlin, Hamburg und Halle zuständig. Seit Januar 2019 kommunizieren alle regionalen Medienhäuser und alle weiteren Geschäftsbereiche unter der einheitlichen Dachmarke „DuMont“.

## Medien
Das Medienhaus DuMont Rheinland hat verschiedene Medien im Portfolio.
Die Medien erreichen täglich 2,3 Millionen Menschen im Rheinland. (Quelle: RegioMedia Studie 2015).
Bei DuMont Rheinland erscheinen werktäglich die Zeitungen: Kölner Stadt-Anzeiger, Kölnische Rundschau, EXPRESS und die Kinderzeitung Duda, darüber hinaus mittwochs und samstags 16 Anzeigenblätter.

### Regionale Zeitungen und Magazine
- Kölner Stadt-Anzeiger
- Kölnische Rundschau
- EXPRESS
- Kölner Illustrierte
- LiveMagazin
- Duda Kinderzeitung

### Rheinische Anzeigenblätter
Die Rheinischen Anzeigenblätter sind die kostenlosen Wochenzeitungen im Rheinland. Sie berichten über sublokale Nachrichten und Termine.
Insgesamt gehören 16 Anzeigenblätter in die Gruppe der Rheinischen Anzeigenblätter:
- Anzeigen-Echo
- Bergisches Handelsblatt
- Bergisches Sonntagsblatt
- Blickpunkt am Sonntag
- Brühler Schloßbote
- Extra-Blatt
- Kölner Wochenspiegel
- Lokal-Anzeiger
- Lokale Information
- Schaufenster/Blickpunkt
- Sonntags Post
- Werbekurier
- Werbepost
- Wochenende
- Extra-Blatt am Wochenende
- Schaufenster/Blickpunkt am Wochenende
- Lokale Informationen am Wochenende
- Kölner Wochenspiegel am Wochenende

### Radio
Das Medienhaus DuMont Rheinland beteiligt sich an sieben lokalen Hörfunksendern.
- Radio Berg
- Radio Bonn/Rhein-Sieg
- Radio Erft
- Radio Euskirchen
- Radio Köln
- Radio Leverkusen
- Radio Rur

### Digitale Plattformen
Neben den Onlineauftritten der oben genannten Medien gehören die folgenden digitalen Plattformen und Portale zum Medienhaus DuMont Rheinland.
- YourJob[8]
- YourStart[9]
- YourStart.tv[10]
- YourIMMO[11]
- Themenportale Rheinland:
  - Themenportal Finanzen[12]
  - Themenportal Reisen[13]
  - Themenportal Treffpunkt[14]
  - Themenportal Glückwunsch[15]
  - Themenportal Kleinanzeigen[16]
- WirTrauern[17]

## Vermarktung
Im Medienhaus DuMont Rheinland sind die folgenden Vermarktungseinheiten angesiedelt. Sie bieten Werbekunden einerseits Mediaberatung für einzelne Medien andererseits Cross-Media-Kampagnen an.
- Das Werbeumfeld der MVR Media Vermarktung Rheinland GmbH[18] sind Zeitungen und Online-Portale.
- Die RAG Rheinische Anzeigenblatt GmbH[19] vermarktet Werbeplätze in den Anzeigenblättern.
- Die K.I.-Mediengesellschaft mbH Köln[20] bietet Werbekunden Werbemöglichkeiten in Szene-Magazinen für Köln.
- Die HSG Hörfunk Service GmbH[21] vermarktet Werbeplätze im lokalen Hörfunk.
- Die DuMont LiveKon GmbH[22] ist die Eventeinheit von DuMont Rheinland. Sie bietet Events als Werbeumfeld an.